# Karpatenhund 3
Karpatenhund #3 è l'album di debutto del gruppo pop-rock tedesco Karpatenhund, pubblicato l'11 maggio 2007.

## Tracce
1. Ist es das was du wolltest – 4:25
2. Zusammen verschwinden – 3:14
3. Gegen den Rest – 3:29
4. Nicht wirklich glücklich – 2:59
5. Ich will dass du bleibst – 3:11
6. Tag der nicht vergeht – 3:20
7. Szene 1 – 3:38
8. Kein Wort mehr – 2:32
9. Eigentlich wollte ich mich nicht mehr verlieben – 3:11
10. Stunts – 3:37
11. Für immer – 3:52
12. Oh ja – 5:15
13. Keine Titelinformation – 2:55

## Formazione
- Claire Oelkers - voce
- Stefanie Schrank - basso, synth, cori
- Björn Sonnenberg - chitarra, cori
- Jan Niklas Jansen - chitarra
- Maurizio Arca - batteria